# Kerria nepalensis
Kerria nepalensis är en insektsart som beskrevs av Varshney 1976. Kerria nepalensis ingår i släktet Kerria och familjen Kerriidae. Inga underarter finns listade i Catalogue of Life.